# Fregat
Fregat (en ruso: Фрегат; en español: fragata) es una tecnología rusa de etapas superiores desarrollada por NPO Lavochkin en la década de 1990, utilizada en algunos cohetes Soyuz y Zenit. Para propulsarse utiliza propelente mixto compuesto por UDMH y N2O4.

## Descripción
Esta etapa superior está diseñada para inyectar grandes cantidades en una órbita geosíncrona baja, de media o alta altura. Además de llevar al cohete a una ubicación orbital, también se utiliza como impulsora para enviar sondas espaciales a otras trayectorias interplanetarias (por ejemplo, Venus Express y Mars Express). Actualmente se utilizan como la cuarta etapa en lanzaderas espaciales de cohetes Soyuz. Se puede reiniciar hasta 25 veces.
NPO Lavochkinm, constructor de bastantes sondas interplanetarias, y la etapa Fregat, que sigue con su diseño tradicional. El conjunto se compone de seis esferas intersectadas colocadas en una base plana, cuatro de ellas contienen los propelentes, las dos restantes contienen el equipo de control. El motor principal está colocado entre las esferas, por lo que la etapa Fregat está firmemente encajada siendo de diámetro mucho mayor que su altura.

## Misiones destacables

### Fracaso en noviembre de 2017
El 28 de noviembre de 2017 la etapa superior Fregat de un vuelo operado por Rusia terminó en fracaso luego de encender sus motores en la orientación equivocada. El incidente provocó la pérdida en lanzamiento del satélite meteorológico Meteor M 2-1 así como de 18 cubesats, los cuales reentraron en la atmósfera terrestre para terminar finalmente sobre el océano Atlántico. Una investigación preliminar del fabricante NPO Lavochkin ha determinado como culpable más probable a un error de programación, ya que la etapa estaba programada asumiendo un lanzamiento desde el cosmódromo de Baikonur mientras que la misión fue lanzada desde el cosmódromo de Vostochni.

### Fracaso en agosto de 2014
El vuelo preparado por la compañía Arianespace utilizando un Fregat MT terminó en fracaso el 22 de agosto de 2014 después de que hubiera llevado a dos satélites de navegación Galileo desarrollado por la Unión Europea (UE) conjuntamente con la Agencia Espacial Europea a una órbita circular intermedia errónea. Despegó a las 1227 GMT desde el punto de lanzamiento de Sinnamary cerca de Kourou, Guayana Francesa, aparentemente todo iba bien. Sin embargo, el fallo fue detectado cuando, después del segundo encendido de la Fregat MT, observaron que la órbita no era la esperada.
La Independent Inquiry Board creada para analizar las causas de la "anomalía" revelaron sus conclusiones definitivas el 7 de octubre de 2014 tras una reunión en la sede de Arianespace en Évry, cerca de París.
El fallo ocurrió durante el impulso de la cuarta etapa de Fregat, produciéndose aproximadamente 35 minutos después del despegue, al comienzo de la fase balística que precede al segundo encendido de dicha etapa.
La escena de lo ocurrido, que condujo a un error en la inyección orbital de los satélites fue reconstruida como sigue:
- El error orbital fue el resultado de un fallo en la orientación de empuje del motor principal en la etapa Fregat durante su segundo encendido.
- Este error de orientación fue el resultado de la pérdida de referencia inercial para la etapa.
- Esta pérdida ocurrió cuando el sistema inercial de la etapa funcionó fuera de su envolvente de operación autorizado, una excursión que fue causada por el fallo de dos propulsores de control de actitud de Fregat durante la fase balística precedente.
- Este fallo se debió a una interrupción temporal del suministro de propulsores de hidrazina conjunta a estos propulsores.
- La interrupción en el flujo fue causada por la congelación de la hidrazina.
- La congelación resultó de la proximidad de líneas de alimentación de hidrazina y helio frío, estando estas líneas conectadas por la misma estructura de soporte, que actuaba como un puente térmico.
- Las ambigüedades en los documentos de diseño permitieron la instalación de este tipo de "puente" térmico entre las dos líneas. De hecho, tales puentes se han visto también en otras etapas de Fregat que están ahora bajo producción en NPO Lavochkin.
- La ambigüedad del diseño es el resultado de no tener en cuenta las transferencias térmicas relevantes durante los análisis térmicos del diseño del sistema de etapas.

La causa del fallo del vuelo VS09 es, por tanto, un defecto en el análisis térmico del sistema realizado durante el diseño de la etapa y no un error del operador durante el montaje de la etapa.
Desde el 22 de agosto de 2014 los vehículos de lanzamiento Soyuz ST-B con etapas Fregat-MT han realizado con éxito tres lanzamientos, poniendo en sus órbitas seis satélites de navegación Galileo como objetivos previstos dentro del programa de la ESA Soyuz desde el Puerto espacial de Kourou.

## Versiones

### Fregat-M/Fregat-MT
Las etapas Fregat-M/Fregat-MT tienen un añadido en forma de bola en la parte superior de los tanques. Estas adiciones aumentan la capacidad de carga del propelente de 5,350 kilogramos (11,790 lb) a 6,640 kilogramos (14,640 libras), sin causar ningún otro cambio en las dimensiones físicas del vehículo.

### Fregat-SB
La versión Fregat-SB se puede utilizar con el cohete Zenit-2SB. Esta versión es una variante de Fregat-M con un bloque de tanques de lanzamiento "SBB" o Сбрасываемый Блок Баков (en ruso) que hace posible una mayor capacidad de carga útil. El SBB en forma de toroide pesa 360 kilogramos (790 lb) y contiene hasta 3,050 kilogramos (6,720 lb) de propelente. El peso seco total de la Fregat-SB (incluyendo SBB) es de 1.410 kilogramos (3.110 libras) y la capacidad máxima de carga del propelente es de 10.150 kilogramos (22.380 libras).
Fregat-SB fue lanzado por primera vez el 20 de enero de 2011, cuando llevó a su órbita geosincrónica el satélite meteorológico Elektro-L.
| Stage                   | Fregat                                     | Fregat-M                                   | Fregat-MT                                  | Fregat-SB                                    | Fregat-SBU                                   | Fregat-2                                     |
| ----------------------- | ------------------------------------------ | ------------------------------------------ | ------------------------------------------ | -------------------------------------------- | -------------------------------------------- | -------------------------------------------- |
| Engine                  | S5.92                                      | S5.92 l.n. (Long Nozzle)                   | S5.92 l.n. (Long Nozzle)                   | S5.92 l.n. (Long Nozzle)                     | S5.92 l.n. (Long Nozzle)                     | S5.92 l.n. (Long Nozzle)                     |
| Total Launches          | 22                                         | 18                                         | 8                                          | 3                                            | -                                            | -                                            |
| Thrust (Low)            | 13,73 kilonewtons (3086,6 lbf)             | 13,96 kilonewtons (3138,3 lbf)             | 13,96 kilonewtons (3138,3 lbf)             | 13,96 kilonewtons (3138,3 lbf)               | 13,96 kilonewtons (3138,3 lbf)               | 13,96 kilonewtons (3138,3 lbf)               |
| Thrust (High)           | 19,61 kilonewtons (4408,5 lbf)             | 20,01 kilonewtons (4498,4 lbf)             | 20,01 kilonewtons (4498,4 lbf)             | 20,01 kilonewtons (4498,4 lbf)               | 20,01 kilonewtons (4498,4 lbf)               | 20,01 kilonewtons (4498,4 lbf)               |
| Specific Impulse (Low)  | 3,168 N*s/kg                               | 3,222 N*s/kg                               | 3,222 N*s/kg                               | 3,222 N*s/kg                                 | 3,222 N*s/kg                                 | 3,222 N*s/kg                                 |
| Specific Impulse (High) | 3,207 N*s/kg                               | 3,268 N*s/kg                               | 3,268 N*s/kg                               | 3,268 N*s/kg                                 | 3,268 N*s/kg                                 | 3,268 N*s/kg                                 |
| Propellant (Max)        | 5350 kilogramos (11 794,7 lb; 11 794,7 lb) | 6640 kilogramos (14 638,7 lb; 14 638,7 lb) | 7100 kilogramos (15 652,8 lb; 15 652,8 lb) | 10 000 kilogramos (22 046,2 lb; 22 046,2 lb) | 10 710 kilogramos (23 611,5 lb; 23 611,5 lb) | 12 240 kilogramos (26 984,6 lb; 26 984,6 lb) |
| Burn Time               | 1,235 s...874 s                            | 1,535 s...1,085 s                          | 1,640 s...1,160 s                          | 2,310 s...1,635 s                            | 2,475 s...1,750 s                            | 2,830 s...2,000 s                            |
| Flow Rate               | 0.0043 t/s...0.0061 t/s                    | 0.0043 t/s...0.0061 t/s                    | 0.0043 t/s...0.0061 t/s                    | 0.0043 t/s...0.0061 t/s                      | 0.0043 t/s...0.0061 t/s                      | 0.0043 t/s...0.0061 t/s                      |
| Total Impulse           | 16.9 MN*s...17.2 MN*s                      | 21.4 MN*s...21.7 MN*s                      | 22.9 MN*s...23.2 MN*s                      | 32.2 MN*s...32.7 MN*s                        | 34.5 MN*s...35.0 MN*s                        | 39.4 MN*s...40.0 MN*s                        |
| Referencias             | [ 13 ]                                     | [ 13 ]                                     | [ 13 ]                                     | [ 13 ]                                       | [ 13 ]                                       | [ 13 ]                                       |